# The Skatalites
Formé en Jamaïque en 1964, The Skatalites est un groupe de musique ayant joué un rôle important dans la création et la popularisation du ska. Le groupe, qui a enregistré de nombreux disques en son nom propre (ou au nom de plusieurs de ses musiciens), a également accompagné une multitude d'artistes jamaïcains de référence.
Le groupe existe toujours, bien que la plupart de ses membres originaux aient aujourd'hui disparu.

## Histoire
Plusieurs membres des Skatalites ont été élèves à l'Alpha Boys School de Kingston. Les autres se sont rencontrés au milieu des années 1950 en jouant dans les orchestres jazz de Baba Motta, et de Clue J. & his Blue Basters, le groupe studio leader de l'époque. Avant de devenir les Skatalites, le groupe joue sous le nom des « Sheiks » en 1962, des « Cavaliers » en 1963 puis de « Studio One Band », en tant que groupe d'accompagnement du label Studio One fondé par Coxsone Dodd. Le nom « Skatalites » naît de l'actualité de l'époque et est proposé comme un jeu de mots ayant rapport avec le lancement des satellites autour de la Terre.
Leur musique plaît très rapidement, et leur premier disque Ska Authentic est un des premiers succès du label, et contribue à lancer l'industrie du disque en Jamaïque. Don Drummond écrit la plupart des morceaux (plus de 200 en 1964 !). Le titre Man in the Street est classé au Top 10 britannique. Considéré comme un des meilleurs trombonistes jazz au monde, il est très populaire, et tient le rôle de leader qu'il partage avec Tommy Mc Cook, connu pour sa forte personnalité. La Jamaïque est à l'époque en pleine quête d'identité musicale, et les Skatalites tombent à pic pour lancer celle-ci, étant donné que leur son est nouveau et 100 % jamaïcain, ce qui contribue évidemment fortement à leur succès. La Jamaïque a trouvé le son jamaïcain : le ska. Identité qui ne l'a toujours pas quittée : bien que le reggae et le ragga, entre autres, soient aujourd'hui très présents, tous les Jamaïcains savent que leur musique vient en grosse partie du ska, et que celui-ci vient en grande partie des Skatalites. De plus, ceux-ci participent à tous les enregistrements de Studio One, en tant que backing band, avec de nombreux artistes tels que Prince Buster, Laurel Aitken ou le jeune Bob Marley.
L'avenir s'annonce prometteur pour les huit musiciens phares de l'île. Cependant, le 1er janvier 1965, Don Drummond est emprisonné pour le meurtre de sa compagne, Anita « Margarita » Mahfood, danseuse de cabaret que l'on a pu entendre sur Woman a Come, qu'il a poignardée lors d'une dispute. Il est interné à l'asile de Bellevue. Ajouté à cela les rivalités entre Tommy Mc Cook et Roland Alphonso, ainsi que les tendances alcooliques de Lloyd Brevett, et le groupe se meurt. Ils donnent leur dernier concert en août 1965. Deux nouvelles formations voient le jour : les Soul Brothers, rebaptisés par la suite Soul Vendors avec Jackie Mittoo et Roland Alphonso, produit par Studio One, et les Supersonics, menés par Tommy Mc Cook.
Les Skatalites sont morts. Jusqu'en 1983, où le regroupe se reforme. Les musiciens se réunissent dans le tout nouveau Music Mountain Studio (juin/juillet 1983) pour préparer leur prochain concert au festival Reggae Sunsplash (1984), sans Don Drummond (il se suicide le 6 mai 1969 à l'âge de 37 ans dans son asile). Ils en profitent pour enregistrer quelques pistes. 9 morceaux complets sortiront de cette session. Le projet avortera suite à des tensions internes entre musicien mais le bandes seront restaurées en 2007 (Motion records) et les 9 pistes sortiront en 2007 sous la forme d'un nouvel album : Rolling Steady. Devant le succès colossal du concert au festival Reggae Sunsplash, la formation perdure. Il s'ensuit une tournée, et un disque, Return of the Big Guns, sort en avril 1984. Jusqu'en 1990, les sept membres originaux tournent (Tommy McCook, Roland Alphonso, Lester Sterling, Johnny Moore, Jackie Mittoo, Lloyd Brevett et Lloyd Knibb). Le 16 décembre 1990, Jackie Mittoo meurt à la suite d'un cancer. Et avec lui partent ses talents de pianiste, compositeur et arrangeur. De 1991 à 1993, le groupe fait sa première « vraie » tournée internationale, joue pour la première fois en Europe. En 1993 sort l'album Ska Voovee. puis en 1994 l'album Hi-Bop Ska. En 1995 cet album est nommé aux Grammy Awards du meilleur Album Reggae. En 1996 L'album Greetings from Skamania est dans les bacs. En 1997,  il est nommé aux Grammy Awards comme meilleur album reggae. L'excellent album Ball of Fire, une merveille du ska, sort en 1997.
Le groupe subit ensuite deux coups durs en 1998, ce qui met fin à la composition originale du groupe : Tommy Mc Cook meurt le 5 mai, puis, en novembre, Roland Alphonso s'écroule sur scène, après avoir fini un solo sur Eastern Standard Time et meurt une dizaine de jours plus tard, le 16 novembre.
Depuis, le groupe tourne toujours. En 2000 sort l'album Bashaka (Avec Ken Boothe and Toots Hibbert). En 2002 sort l'album From Paris With Love, album enregistré en décembre 2001 au studio Davout à Paris. Les membres participant à cet album sont :
Lloyd Brevett, Lloyd Knib, Lester Sterling, Doreen Shaffer, Johnny « Dizzy » Moore, Cedric "Im" Brooks, Will Clark, Devon James et Ken Stewart.
À la suite de cet album Johnny « Dizzy » Moore (membre fondateur) quitte le groupe et décide de poursuivre sa carrière avec les Jamaica All Stars.

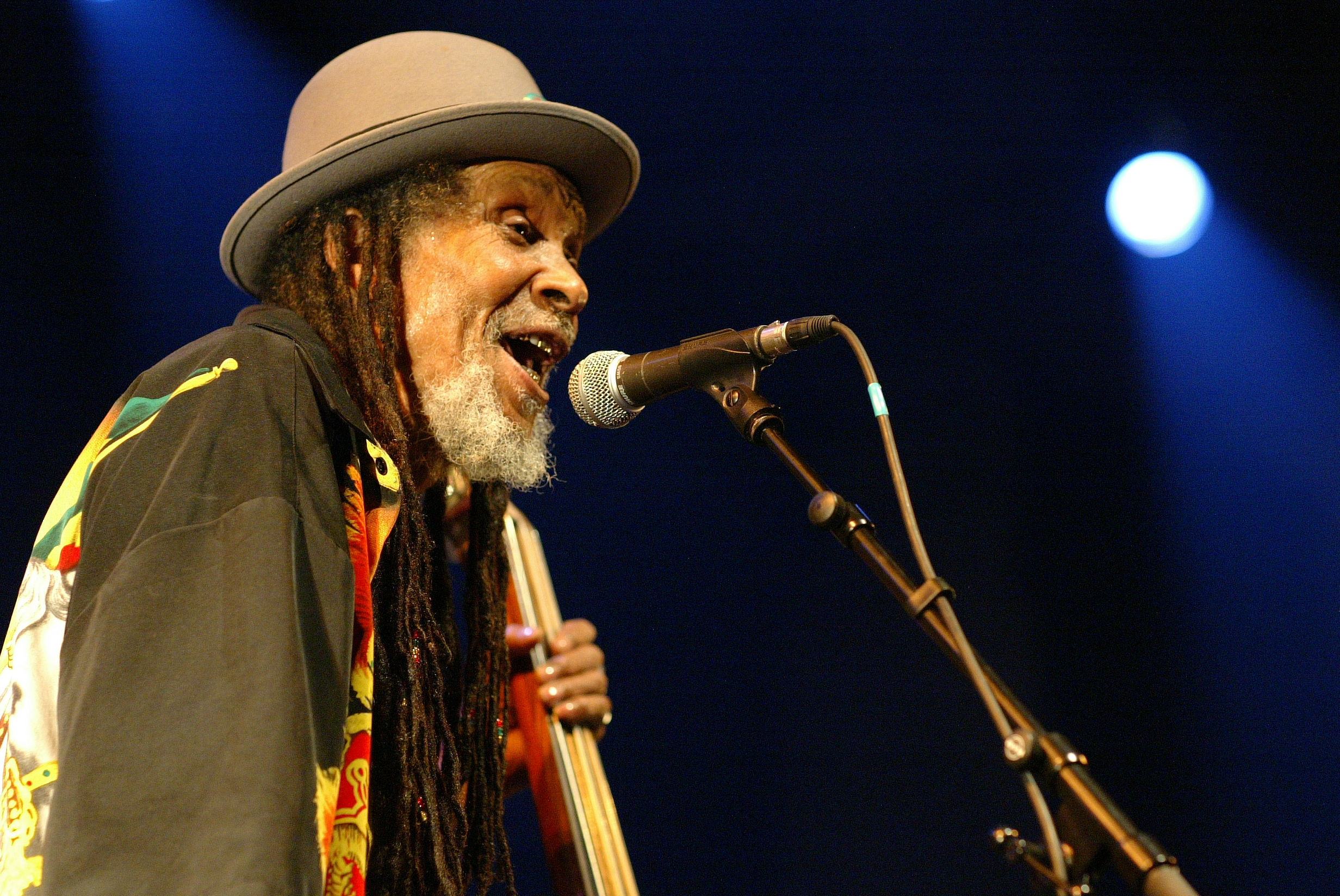
Lloyd Brevett, the Skatalites, Jazz sous les pommiers Coutances, 2004

En 2003, le groupe revient avec un album Live enregistré à Bruxelles, Roots Party.
The Skatalites sont invités en guest star sur l'album True Love de Toots and the Maytals, qui a gagné le Grammy du meilleur album reggae en 2004, et qui inclut de nombreux musiciens notables dont Willie Nelson, Eric Clapton, Jeff Beck, Trey Anastasio, Gwen Stefani / No Doubt, Ben Harper, Bonnie Raitt, Manu Chao, The Roots, Ryan Adams, Keith Richards, Toots Hibbert, Paul Douglas, Jackie Jackson, et Ken Boothe.
En 2006, l'album The Skatalites In Orbit sort, autre live enregistré les 23 et 24 septembre 2005 à L'Armenio Teatro à Buenos Aires en Argentine avec comme membres Val Douglas (nouveau bassiste en remplacement de Lloyd Brevett), Lloyd Knibb, Lester "Ska" Sterling, Doreen Shaffer, Kevin Batchelor, Karl "Cannonball" Bryan, Vin Gordon, Devon James et Ken Stewart.
Enfin en avril 2007, le groupe enregistre un album studio en Australie au studio 301 à Byron Bay avec la même formation que le l'album live en Argentine. L'album se nomme On the right track

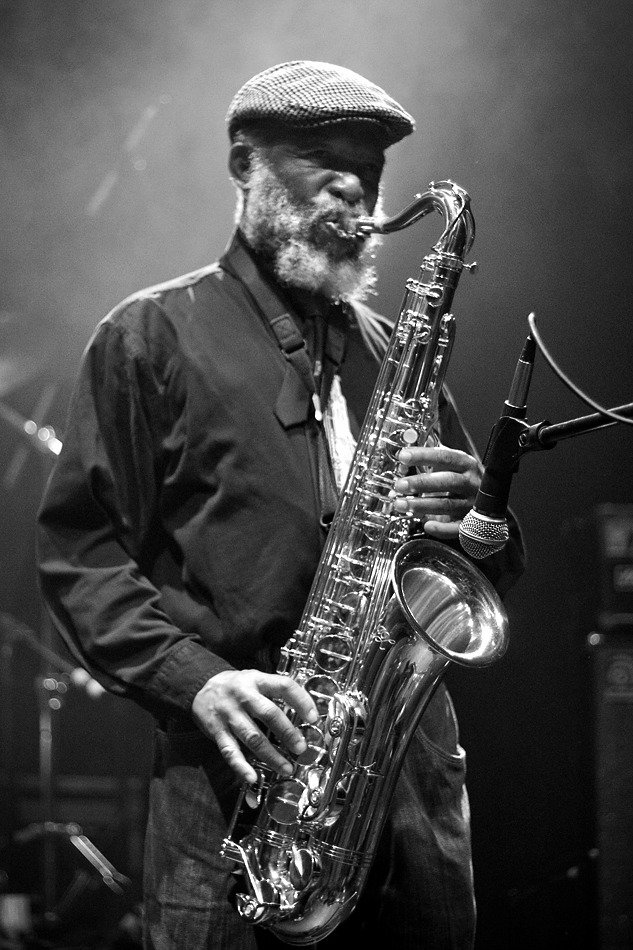
The Skatalites en concert en Uruguay

Du 30 octobre au 1er décembre 2007 le groupe est en tournée en Europe, avec plus de 30 dates de concert et 15 pays traversés.
Du 18 avril au 26 mai 2008 les Skatalites sont de nouveau en tournée. Cette tournée de 30 dates leur fait traverser 13 pays avec notamment la Russie, la Suède, la Finlande, le Danemark ou encore Israël, plus exactement Tel Aviv les 21 et 22 mai...
Enfin du 11 novembre 2008 au 18 décembre 2008 ils sont encore sur les routes Européennes pour 32 dates et 10 pays traversés avec une escale en France du 14 au 22 novembre.
C'est au cours de cette tournée que le public Européen peut découvrir un nouveau tromboniste au sein du groupe : Andrea Murchison, un Américain qui remplace définitivement Vin Gordon (aka Don Drummond Jr.)
Plusieurs dates en France, sont programmées au début du mois de juillet 2009 à l'occasion du 45e anniversaire du groupe. Cependant lors de ces concerts, les Européens peuvent constater que la formation Skatalites a encore évolué : Alexis Rivera Falú prend la place de Ken Stewart au clavier.
Les membres fondateurs Lloyd Knibb et Lloyd Brevett décèdent respectivement en 2011 et 2012. Cette année, le groupe sort un nouveau single et un nouvel album suivis d'une tournée aux états-unis et au Canada. L'album All Roads présente les derniers enregistrements de Lloyd Knibb.
En 2016, le groupe sort l'album Platinum Ska et tourne à travers les États-Unis, Hong Kong, le Japon, le Mexique, la France, l'Italie et le Royaume-Uni.
En 2022, les Skatalites sont toujours sur la route, notamment en Europe et en Amérique.

## Membres du groupe

### En 1964
- Doreen Shaffer, Chant
- Lord Tanamo, Chant
- Jackie Opel (1938-1969), Chant
- Tommy McCook (1927-1998), Saxophone Ténor
- Roland Alphonso (1931-1998), Saxophone Ténor
- Lester Sterling, Saxophone Alto
- Don Drummond (1932-1969), Trombone
- Johnny "Dizzy" Moore (1938-2008), Trompette
- Lloyd Knibb (1931-2011), Batterie
- Lloyd Brevett (1931-2012), Contrebasse
- Ernest Ranglin, Guitare
- Jerome "Jah Jerry" Haynes (1921-2007), Guitare
- Jackie Mittoo (1948-1990), Clavier

### En 2010
- Doreen Shaffer, Chant
- Karl "Cannoball" Bryan, Saxophone Ténor
- Lester "Ska" Sterling, Saxophone Alto
- Andrae Murchison, Trombone
- Kevin Batchelor, Trompette
- Lloyd Knibb, Batterie
- Val Douglas, Basse
- Natty Frenchy, Guitare
- Cameron Greenlee, Clavier

### En 2013 (albumWalk With Me)
- Doreen Shaffer – Chant
- Lester Sterling – Saxophone Alto
- Azemobo “Zem” Audu – Saxophone Ténor
- Andrae Murchison – Trombone
- Kevin Batchelor – Trompette
- Val Douglas – Basse
- Natty Frenchy – Guitare
- Cameron Greenlee – Claviers
- Lloyd Knibb – Batterie (enregistré avant son décès)
- Trevor “Sparrow” Thompson – Batterie

## Discographie

### Albums enregistrés en studio
- Ska Authentic (Studio One, 1964)
- Ska Boo-Da-Ba (Top Deck/Doctor Bird, 1966)
- Ska Authentic Vol. 2 (Studio One, 1967)
- Celebration Time (Studio One, 1968)
- The Skatalite! (Treasure Isle, 1969)
- The Legendary Skatalites/African Roots Lloyd Brevett with the Skatalites (Jam Sounds, 1975/United Artists, 1976)
- Rolling Steady: The 1983 Music Mountain Sessions (Motion, enregistrement en 1983, réédition en 2007)
- Return of the Big Guns (Island, 1984)
- Ska Voovee (Shanachie Records, 1993)
- Hi-Bop Ska (Shanachie Records, 1994)
- Greetings from Skamania (Shanachie Reccords, 1996)
- Ball of Fire (Island, 1998)
- Bashaka with Ken Boothe (Marston Recording Corporation, 2000)
- From Paris with Love (World Village, 2002/Wrasse, 2009)
- On the Right Track (AIM, 2007)
- Walk With Me (2012)
- Platinum Ska (2016)
- The Skatalites In Dub (2022) - mixes dub réalisés par Dillie & Duke de Peckings Records de 10 titres produits par Duke Reid

### Albums live
- Live at Sunsplash (1984)
- Stretching Out (enregistré en 1983, sortie en 1987)
- Roots Party (FullFill, 2003)
- Live at Lokerse Feesten 1997 & 2002 CD/DVD (Charly, 2006)
- In Orbit Vol. 1 – Live from Argentina (Phantom Sound & Vision, 2006)
- Skatalites in Orbit, Vol. 1 & 2 (Sony, 2010)
- Ska-talites – History of Ska, Rocksteady & Reggae (United Sound Records, 2015)
- Skatalites - Live at The Belly up (format numérique 2020)

### Collaborations
- 1963 – The Long Hot Summer with Laurel Aitken (1963)
- In the Mood for Ska with Lord Tanamo (Trojan 1967)
- With Sly & Robbie & Taxi Gang (Vista, 1984)
- Ska Titans: Laurel Aitken & The Skatalites (1999)
- Ska Splash with Laurel Aitken and House of Rhythm (Moonska, 2002)
- Long Hot Summer 1963 Volume 2 with Laurel Aitken (Grover, 2006)

### Albums réédités
- Scattered Lights (Alligator, 1984)
- Hog in a Cocoa Skatalites & Friends (Culture Press/Orange Street, 1993)
- Foundation Ska (Heartbeat/Pgd, 1997)
- Skatalites and Friends at Randy's (VP Records, 1998)
- Ska Boo-Da-Ba: Top Sounds from Top Deck, Volume 3 (Westside UK, 1998)
- Ska-Ta-Shot: Top Sounds from Top Deck, Volume 4 (Westside UK, 1998)
- Ska-Tola: Top Sounds from Top Deck, Volume 5 (Westside UK, 1998)
- Heroes of Reggae in Dub: The Skatalites Meet King Tubby (Guava Jelly, 1999)
- Nucleus of Ska (Music Club, 2001)
- The Legendary Skatalites in Dub (Motion, 2001)
- Herb Dub, Collie Dub (Motion, 2002)
- Lucky Seven (Proper Pairs, 2002)
- Musical Communion (Culture Press, 2003)
- Guns of Navarone – Best of Skatalites (Sanctuary Records, 2003)
- Phoenix City: A History of the World's Greatest Ska Band (Sanctuary Records, 2004)
- In the Mood for Ska – The Moonska Years (Recall Records UK, 2004)
- Independent Ska (Atom Music, 2006)
- Anthology (Primo, 2007)
- The Skatalites Play Ska (Kingston Sounds, 2007)
- Kingston 11 (King Edwards, 2008)
- Occupation Ska! Very Best of Skatalites (101 Distribution, 2009)
- The Skatalites Box Set (Pinnacle/Attack Records, 2009)
- Rollin' On (King Edwards, 2010)

### Compilations comprenant des titres des Skatalites
- R.O.R.X. – The Tenth Annual Reggae On The Rocks – August 10, 1996 (1996), "Guns Of Navarone" (live)
- The Rough Guide to Reggae (World Music Network, 1997); Don Drummond & The Skatalites
- Ska Island (Island Records, 1997), their own "Magic Star", mais également "Can't You See" avec Doreen Shaffer, et "King of Kings" with Prince Buster
- Give 'Em the Boot (Hellcat Records, 1997), "Latin Goes Ska"
- True Love (V2 Records, 2004), "Never Grow Old" avec Toots and the Maytals, Terry Hall et U-Roy[1]
- Another World Is Possible (Uncivilized World Records, 2005), "Freedom Sounds" (live)
- Music From Glastonbury The Film (The Glastonbury Phonographic Society, 2006), "Phoenix City" (live at the 2003 Glastonbury Festival)
- Goin' Home: A Tribute to Fats Domino (Vanguard Records, 2007), Domino's "Be My Guest", et Ben Harper

## Charts
- 1967 : Guns of Navarone se classe dans les charts britanniques pendant 6 semaines en avril et mai, culminant à la 36e place.